# Фабио Манчини
Фабио Манчини (на италиански: Fabio Mancini) е италиански супермодел. Той е признат за един от най-успешните италиански модели в международен мащаб, тъй като е участвал в ревюта на Джорджо Армани и Емпорио Армани за повече от 10 последователни години и е основно лице в 9 рекламни кампании.

## Ранен живот и семейство
Роден е в Бад Хомбург, Германия на 11 август 1987 г. Баща му е италианец, родом от Кастеланета, а майка му е с италианско-индийски произход. По служебни причини след 4 години семейството му се премества във Вале Ломелина, където Фабио прекарва юношеството си. Завършил е графичен дизайн и комуникации в Казале Монферато и по-късно следва 2 години физическо възпитание в Университета в Торино. Той има по-малък брат на име Марко.

## Кариера
Манчини започва кариерата си като модел на 21-годишна възраст, когато е открит случайно в Милано. Дебютира по подиумите на Армани по време на първата му седмица на модата. Името му веднага е свързано с италианската модна къща, която го избира като новото лице на няколко линии, включително линия бельо, Armani Jeans и Armani Exchange, което го поставя на върха на международната мода. През 2014 г. за два последователни сезона става лицето на новата линия бельо Emporio Armani Sensual Collection, режисирана от Андреа Донес.
През февруари 2016 г. по време на дамската седмица на модата в Милано Манчини дефилира за Емпорио Армани и Джорджо Армани приве.
По време на своята кариера Фабио е дефилирал на модни подиуми в Милано, Париж, Лондон, Ню Йорк: той е работил за много италиански и международни модни къщи като Долче & Габана, Dolce & Gabbana Alta Sartoria, Vivienne Westwood, Dirk Bikkembergs, Marithé + François Girbaud, Ermanno Scervino, Brioni, Desigual.
Работил е за световни дизайнери като Philipp Plein, Liu Jo, Massimo Dutti, Роберто Кавали и Brunello Cucinelli. Той се появява на корици на списания като L'Officiel, Hachi Magazine и David Magazine, както и за модни каталози, публикувани на Harper's Bazaar, Esquire (периодично издание), Men's Health и Vogue. 
Манчини е главният герой на няколко рекламни кампании за Каролина Ерера, Айгнер, Борсалино, Карло Пинятели, Винс Камуто, Пиер Карден, Yamamay  и L'oréal.
През сезона есен/зима 2016 г. Манчини е лице за колекциите на бельо на Pierre Cardin  и Yamamay заедно с американския модел Emily DiDonato, както и за Armani Jeans. През октомври 2017 г. се появява за първи път в новата колекция есен / зима от деним на Armani Exchange. 
През май 2018 г. той става световно лице на Борсалино, в период на преход към модната къща, която го избира да върне марката на върха.
През тези години в модата, Манчини работи с най-известните имена във фотографията, включително Джовани Гастел, Оливиеро Тоскани, Брус Вебер, Емилио Тини, Джампаоло Барбиери, Арналдо Анайя Лука, Хънтър и Гати, Дейвид Макнайт, Рандал Месдон, Тамер Йълмаз.

## Медийни изяви
Дебютира в телевизията по канал Rai1 с ексклузивно интервю в предаването Ла Вита Ин Дирета, ръководено от Марко Лиорни, в което той говори за кариерата си в модата и за връзката със семейството си. На 12 юни той е поканен от Катерина Баливо на Rai2 в предаването Дето Фато, където в друго интервю говори по-задълбочено от една страна за личния си живот и отношенията му с феновете, а от друга страна за своите начини да се задържи на модния подиум.
През 2019 г. той е поканен от Rai да коментира последната седмица на модата и да проведе кратък урок със съвети за стил заедно с Бианка Гуацеро.

## Награди и признания
- От 2014 до 2018 г. той е в списъка на 25-те най-секси международни модели за модния портал models.com. [9]
- Vogue го включва като най-добрия фитнес модел във Vogue Hommes Model за 2015 година. [10]
- Манчини се появява в списъка на 50-те най-горещи мъжки модели на всички времена. [11]
- Той е един от петте най-добри италиански модела по време на Седмица на модата в Милано за 2016 според Vogue. [12]
- Той е един от 15-те модела на Dolce & Gabbana, предпочитани от Vogue. [13]
- През 2018 г. е един от 10-те най-влиятелни модела за портала models.com. [14]

## Рекламни кампании
- Armani Jeans П/Л (2014 – 15) Е/З (2014 – 15, 2016 – 17)
- Armani Exchange „Denim Collection“ Е/З (2017)
- Armani Exchange adv social (Е/З 2018)
- Aigner Е/З (2014)
- Borsalino (2018)
- Carlo Pignatelli (2014 – 2015)
- Carolina Herrera „212“ Profumo (2013 – 2014)
- Carpisa Е/З (2017)
- Emporio Armani (2014)
- Emporio Armani Underwear (2014, 2015, 2016)
- Giorgio Armani „40 Anniversario di Giorgio Armani“ (2015)
- Lubiam (2017 – 18)
- L’Oreal Beauty Esthétique (2013 – 14)
- Pierre Cardin „Underwear“ П/Л (2015, 2016) Е/З (2015 – 2016) Е/З (2018 – 19)
- Sarar Е/З (2016)
- Testoni A. П/Л (2012, 2013)
- Vince Camuto „Solare“ Profumo (2015)
- Yamamay Е/З (2016)